# Владимирське намісництво
Владимирське намісництво (рос. Владимирское наместничество) — адміністративно-територіальна одиниця в Російській імперії в 1778 — 1796 роках. Адміністративний центр — Владимир. Створене 1776 року на основі Владимирської провінції Московської губернії. Складалося з 14 повітів. 1796 року перетворене на Владимирську губернію.

## Повіти
1. Владимирський
2. Вязніковський
3. Гороховецький
4. Кіржацький (скасований 1796)
5. Ковровський (скасований 1796)
6. Меленковський
7. Муромський
8. Олександрівський (скасований 1796)
9. Переславський
10. Покровський
11. Судогодський (скасований 1796)
12. Суздальський
13. Шуйський
14. Юр'єв-Польський.

## Карти

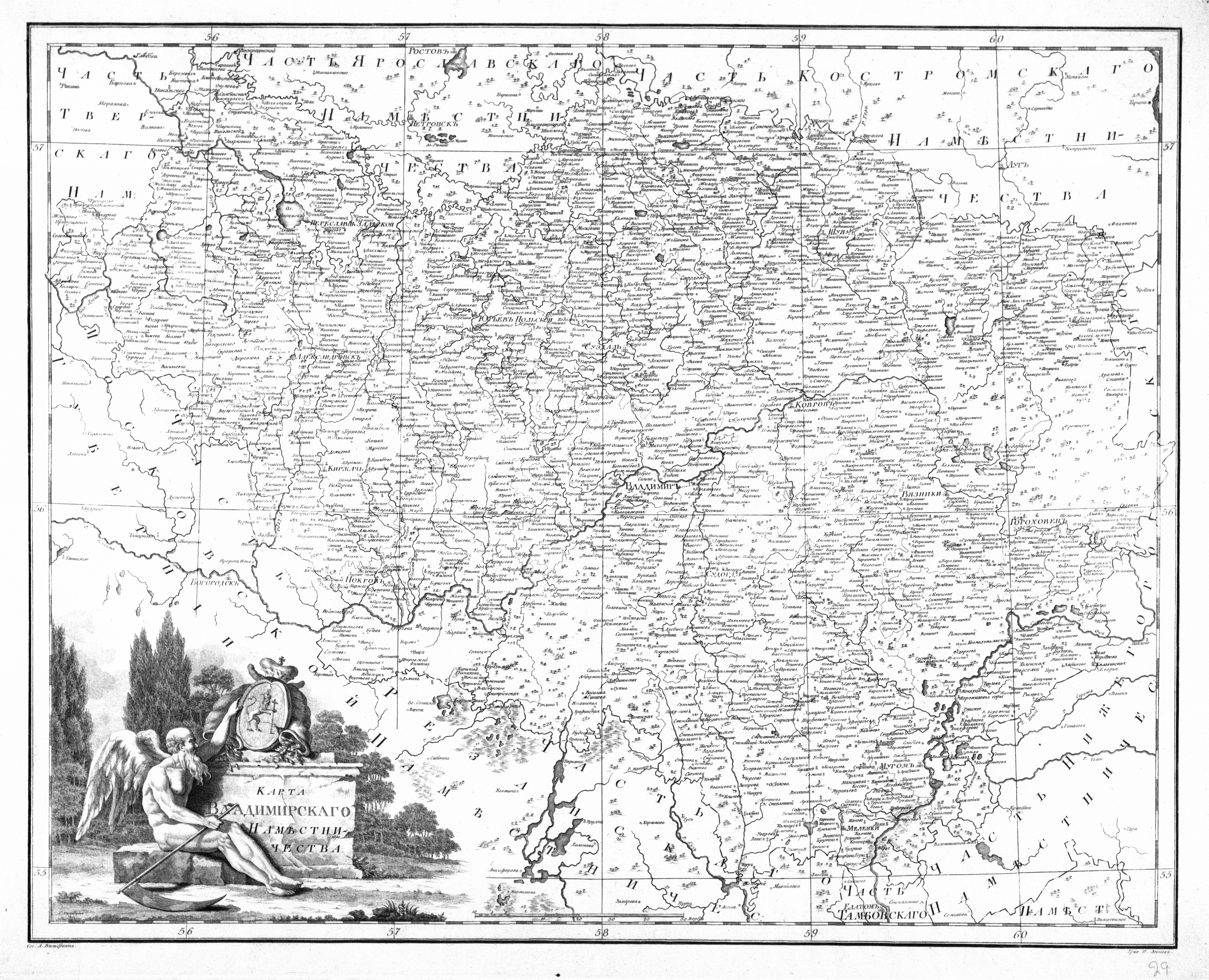
Російський атлас 1792
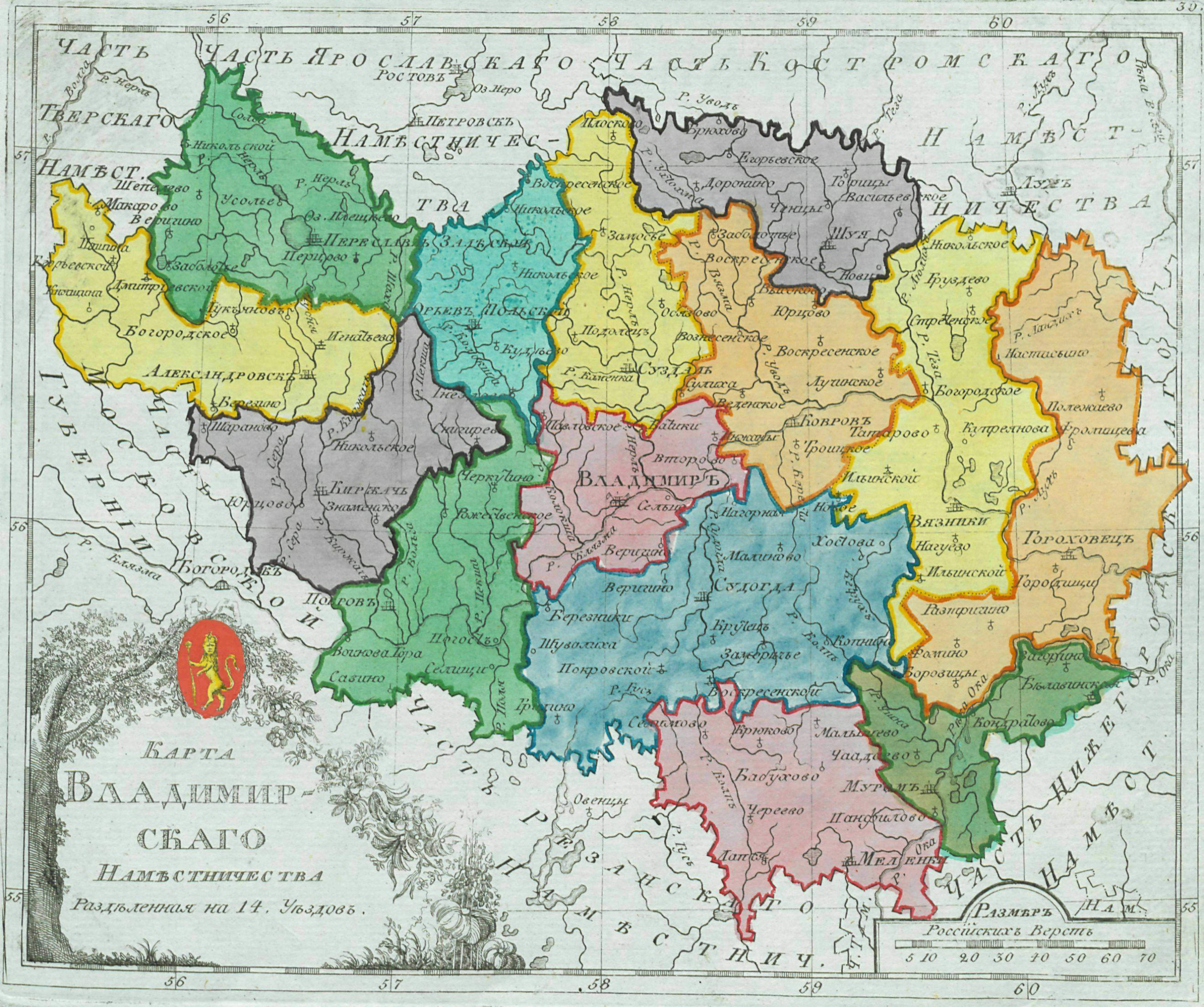
Атлас Російської імперії 1792
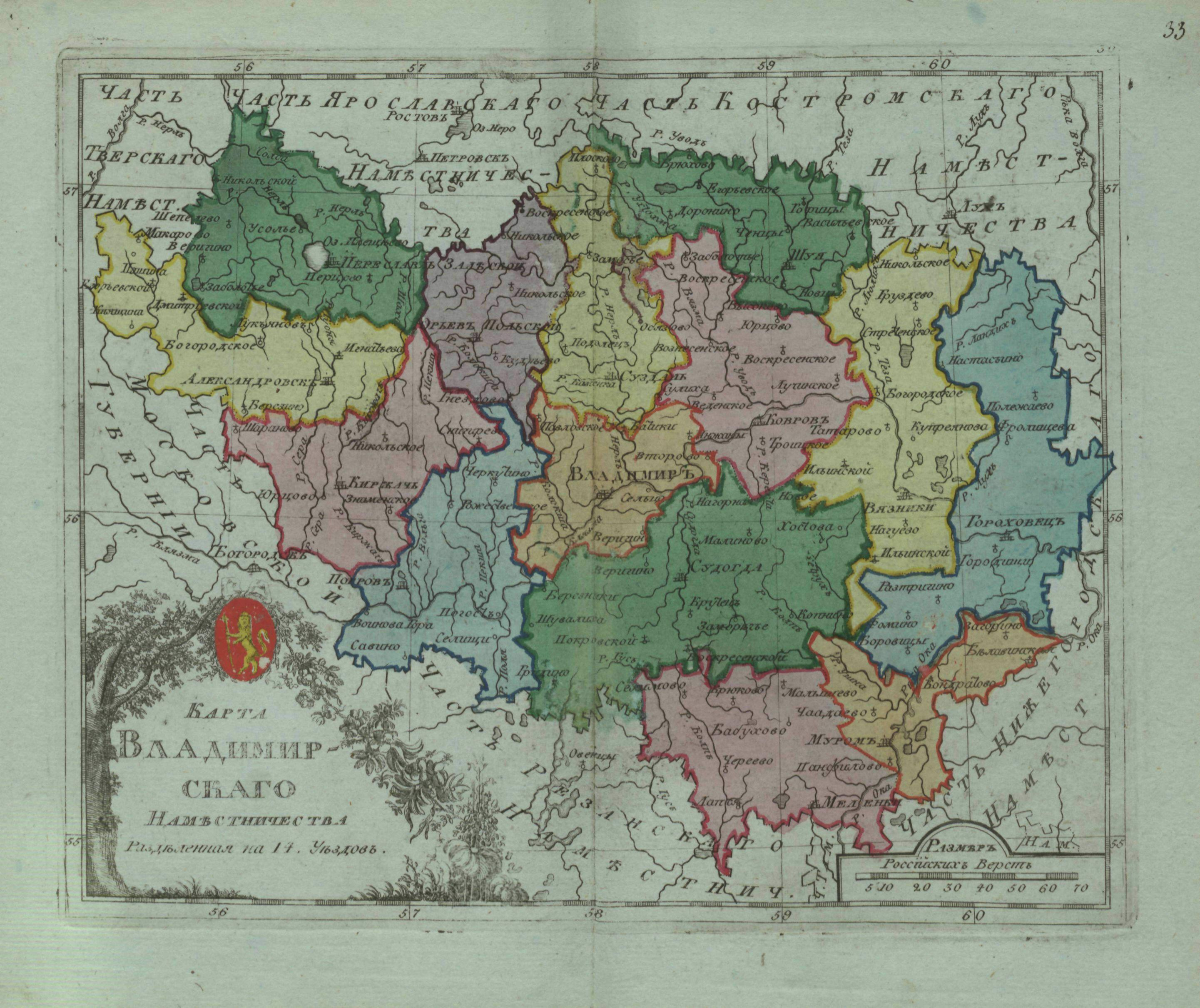
Атлас Російської імперії 1796